# Melody Maker
Melody Maker (en español "Creador de Melodías") era una publicación del Reino Unido que, de acuerdo con su editorial IPC Media, llegó a convertirse la revista semanal de música más antigua del mundo. Fue creada en 1926 como una revista enfocada a músicos; en 2000 fue fusionada con su "rival" el New Musical Express (cuya editorial era hermana del IPC Media).

## 1950-1960
Enfocada al jazz, Melody Maker (MM) tardó en cubrir el surgimiento del rock and roll, y como resultado de ello perdió terreno frente al New Musical Express (NME), que había empezado a publicarse en 1952. MM empezó sus listas LP en noviembre de 1958, dos años después de que Record Mirror lo hiciera.
A finales de los años 1960, MM había recuperado su público, ahora orientándose al público mayor, de mercado más sofisticado en comparación con la NME, que se orientaba más a adolescentes (que a veces se mofaba de su rival, apodándolo 'Monotony Maker' o Creador de Monotonías en español). Considerablemente más robusta que su competidor, tenía una sección mucho más larga y sofisticada para publicidad, en las que bandas prontas a ser reconocidas se anunciarían buscando por nuevos músicos, además de tener páginas destinadas a intereses "minoritarios" como la música "tradicional" (Folk) y el jazz, así como análisis detallados de instrumentos musicales. 
En una encuesta del Melody Maker de 1968 se nombró a John Peel como el mejor DJ de Radio, atención que John Walters después reveló que podría haber ayudado a Peel a mantener su trabajo, a pesar de la inconformidad de la BBC Radio 1 sobre su estilo y su oscura selección de música. 

## Década de l970
Su circulación continuó ampliándose, y cerca de la década de 1970, bajo la dirección de Ray Coleman, MM estaba vendiendo 250.000 copias a la semana. Los críticos como Richard Williams, Chris Welch y Steve Lake estaban entre los primeros periodistas británicos en escribir artículos serios acerca de música popular, arrojando luz intelectual sobre artistas como Steely Dan, Led Zeppelin y Henry Cow, mientras que veteranos como Max Jones continuaban cubriendo el jazz.
El Melody Maker era un fuerte partidario de los movimientos del glam rock y del rock progresivo a principios de 1970. Sin embargo, cuando el punk apareció cerca de 1976, Melody Maker permaneció detrás de sus rivales (la revista Sounds y la NME) en encubrir el movimiento; solo Caroline Coon de la MM tenía actitud positiva frente a la nueva música. Esto ocasionó que tomara tiempo para que las ventas y el prestigio se recuperaran.

## Década de l980
Por 1983, la revista se había hecho popular y más orientada a la música popular, ejemplificándose por escoger el álbum Touch como el mejor álbum del año. No obstante, las cosas comenzaron a cambiar. En febrero de 1984 el editor Allan Jones, un periodista irreverente denotado por sus entrevistas sardónicas con gente del tipo de Lou Reed y Ozzy Osbourne, fue designado editor: desafiando las instrucciones para poner a Kajagoogoo en la cubierta, en su lugar continuó con la revista incluyendo un artículo de la emergente banda, The Smiths.
En 1986, MM fue vigorizada con la llegada de grupos de periodistas, incluyendo a Simon Reynolds y David Stubbs, quien previamente había dirigido una revista de fanes llamada Monitor de la Universidad de Oxford, y Chris Roberts, un exiliado de la revista Sounds, que estableció a la MM como la publicación más individualista e intelectual de las semanales. Esto se apoyó en el hecho de que hubo "guerras del hip-hop" en la NME- un cisma entre entusiastas de la música progresiva negra como Public Enemy y Mantronix y fanáticos del rock "blanco" tradicional - terminaron en una victoria para la facción posterior, la ida de escritores como Mark Sinker y Biba Kopf y la llegada de Andrew Collins y Stuart Maconie, que impulsó a la NME a una dirección más populista.

## Década de 1990
Mientras la MM continuaba dedicando mayor de su espacio a música rock y indie (notablemente la cobertura de Everett True del surgimiento del grunge en Seattle), se dispuso a cubrir música dance, hip hop y géneros menos comerciales como lo eran el post rock y la electrónica. Incluso a mediados de los años 1990, cuando el Britpop había traído una nueva generación de lectores a la prensa musical semanal, permaneció menos popular que sus publicaciones rivales, con escritores jóvenes como Simon Price, Taylor Parkes y Neil Kulkarni continuando la tradición ochentera de inconoclastia y críticas subjetivas. La revista imprimía duras críticas a bandas del tipo de Ocean Colour Scene y Kula Shaker, y permitía otros puntos de vista sobre conjuntos como Oasis y Blur al mismo tiempo que eran universalmente elogiados por el resto de la prensa musical.
La revista mantuvo su amplia sección de publicidad, y permaneció como el primer lugar al que recurrían bandas buscando músicos y músicos buscando bandas. Varios de los grupos cubiertos por la MM (entre ellos, Suede) habían sido formados a través de los anuncios de la revista misma. También continuó publicando una sección con revisiones de equipos musicales y material mandado por los lectores - aunque esto a veces tenía poca relación estilística con el resto - asegurando las ventas a músicos buscando trabajo que de otra manera habrían tenido poco interés para la prensa musical.
A principios de 1997, Allan Jones dejó MM para editar la revista Uncut. Fue reemplazado por el controvertido Mark Sutherland, previamente de la NME y Smash Hits, quien había "concretado su sueño" editando la revista durante tres años. Varios antiguos escritores partieron, mudándose a Uncut, con al menos un escritor, Simon Price, partiendo específicamente porque objetó una norma que decía que toda cobertura de la banda Oasis debía ser positiva. Sus ventas, que por algún tiempo habían sido bajas en comparación de las de la NME, entraron en un serio declive.
En 1999, la MM fue relanzada en formato revista en lugar de periódico, un movimiento que apresuró en retrospectiva su desaparición. En 2000 se fusionó oficialmente con la NME (publicada por la misma compañía, IPC Media), que tomó algunos de sus periodistas y su (inicial) sección de análisis de equipo musical.

## Bandas usando anuncios de Melody Maker
Los anuncios en Melody Maker ayudaron a formar las alineaciones de algunas bandas, incluyendo:
- Rick Davies, apoyado económicamente por el millonario holandés Stanley August Miesegaes, formó Supertramp, la "banda de sus sueños" en 1969.
- Deep Purple encontró al entonces desconocido David Coverdale en 1973.
- Alan Wilder llegó a Depeche Mode como sustituto de Vince Clarke.
  - A su vez, Alison Moyet puso un aviso, que fue contestado por Vince Clarke y juntos formaron Yazoo.
    - Y por último, Vince Clarke eligió en una audición publicada en Melody Maker a Andy Bell en 1985 y formaron el dueto Erasure.
- Los miembros originales de Suede contrataron al guitarrista Bernard Butler en 1989.
- Steve Hackett de Genesis puso un anuncio en MM que fue contestado por el líder de banda Peter Gabriel en 1971.
- Phil Manzanera entró a formar parte de Roxy Music en 1972
- Dave Greenfield pasó a formar parte de The Stranglers en 1976 gracias a un anunció que publicó.
- Chano tiene una canción llamada Melody Maker lanzada en el 2019 para su disco El Doble

- Datos: Q580896
- Multimedia: Melody Maker / Q580896